# Вільковиці (Тарноґурський повіт)
Вільковиці (пол. Wilkowice, нім. Groß Wilkowitz) — село в Польщі, у гміні Зброславиці Тарноґурського повіту Сілезького воєводства.
Населення — 499 осіб (2011).
У 1975-1998 роках село належало до Катовицького воєводства.

## Демографія
Демографічна структура станом на 31 березня 2011 року:
|          | Загалом | Допрацездатний вік | Працездатний вік | Постпрацездатний вік |
| -------- | ------- | ------------------ | ---------------- | -------------------- |
| Чоловіки | 237     | 46                 | 157              | 34                   |
| Жінки    | 262     | 39                 | 170              | 53                   |
| Разом    | 499     | 85                 | 327              | 87                   |